# Migné-Auxances
Migné-Auxances là một xã, tọa lạc ở tỉnh Vienne trong vùng Nouvelle-Aquitaine, Pháp. Xã này có diện tích 28,96 km², dân số năm 2006 là 5954 người. Xã nằm ở khu vực có độ cao trung bình 100 m trên mực nước biển.

## Biến động dân số
| Năm | 1962  | 1968  | 1975  | 1982  | 1990  | 1999  | 2006  |
| --- | ----- | ----- | ----- | ----- | ----- | ----- | ----- |
| Dân số | 2 531 | 3 052 | 3 691 | 4 230 | 5 000 | 5 805 | 5 954 |
| From the year 1962 on: No double counting—residents of multiple communes (e.g. students and military personnel) are counted only once. |       |       |       |       |       |       |       |